# Antiochos 7. af Seleukideriget
Antiochos 7. Euergetes Sidetes (? – 129 f.Kr.) var konge af Seleukideriget 138 f.Kr. til 129 f.Kr.
Antiochos 7. var søn af kong Demetrios 1. Soter. Han efterlod sig sønnen Antiochos 9. Kyzenikos. og blev gennem denne stamfader til en sidelinje af seleukidedynastiet der i de næste årtier bekæmpede hinanden.
1. ↑  Navnet er anført på engelsk og stammer fra Wikidata hvor navnet endnu ikke findes på dansk.
2. ↑  Navnet er anført på engelsk og stammer fra Wikidata hvor navnet endnu ikke findes på dansk.